# アグスタウエストランド AW139
アグスタウエストランド AW139
アメリカ空軍のMH-139
- 分類：汎用ヘリコプター
- 製造者：アグスタウェストランド
- 初飛行：2001年2月3日
- 生産開始：2002年6月24日
- 運用状況：運用中

アグスタウェストランド AW139（AgustaWestland AW139）は、アグスタウェストランド社が生産する15席の6.8トン中型双発ヘリコプターである。救命救急や要人の輸送、捜索救難、海上油田への送迎を想定している。

## 設計と開発
当初は、アグスタとベル・ヘリコプターテキストロンが共同で開発を進めていたためAB139と呼ばれており、ベルが計画から撤退した後AW139に改名された。
AW139は、2基のプラット・アンド・ホイットニー・カナダPT6C ターボシャフトエンジンを搭載していて、2基で3360馬力を出し、片発停止時の緊急出力（緊急時は片方のエンジンで2.5分制限で1872馬力を出すことが可能）が大きいため、AW139は片発のみでも全備重量を支えられる世界初の双発ヘリコプターとなった。これによって、最大離陸重量でも屋上ヘリポートからカテゴリーA（日本の耐空類別輸送TA級）での離陸が可能である。キャビン容積はこのクラスでは最大の7.6m2を確保している。
最初のAW139は、2001年2月3日にイタリアのヴェルジャーテで初飛行した。最初の量産型は2002年6月24日に生産され、2003年には受領された。
2006年7月時点で会社は190機受注して30機が納入された。2007年には2番目の生産ラインがフィラデルフィアに開業した。2022年5月現在、世界のありとあらゆるユーザーに認められ、既に1100機以上を受注し活躍している。
軍用機としては、2024年時点で27か国が採用している。アメリカ合衆国軽量多目的ヘリコプターにも提案したが、EC 145を元にしたUH-72Aに敗れている。
2006年のファーンボロー国際航空ショーでは、AW139の拡大版である軍用ヘリコプターAW149を発表した。

## 派生型
AW139M
軍事仕様。武装の搭載が可能。

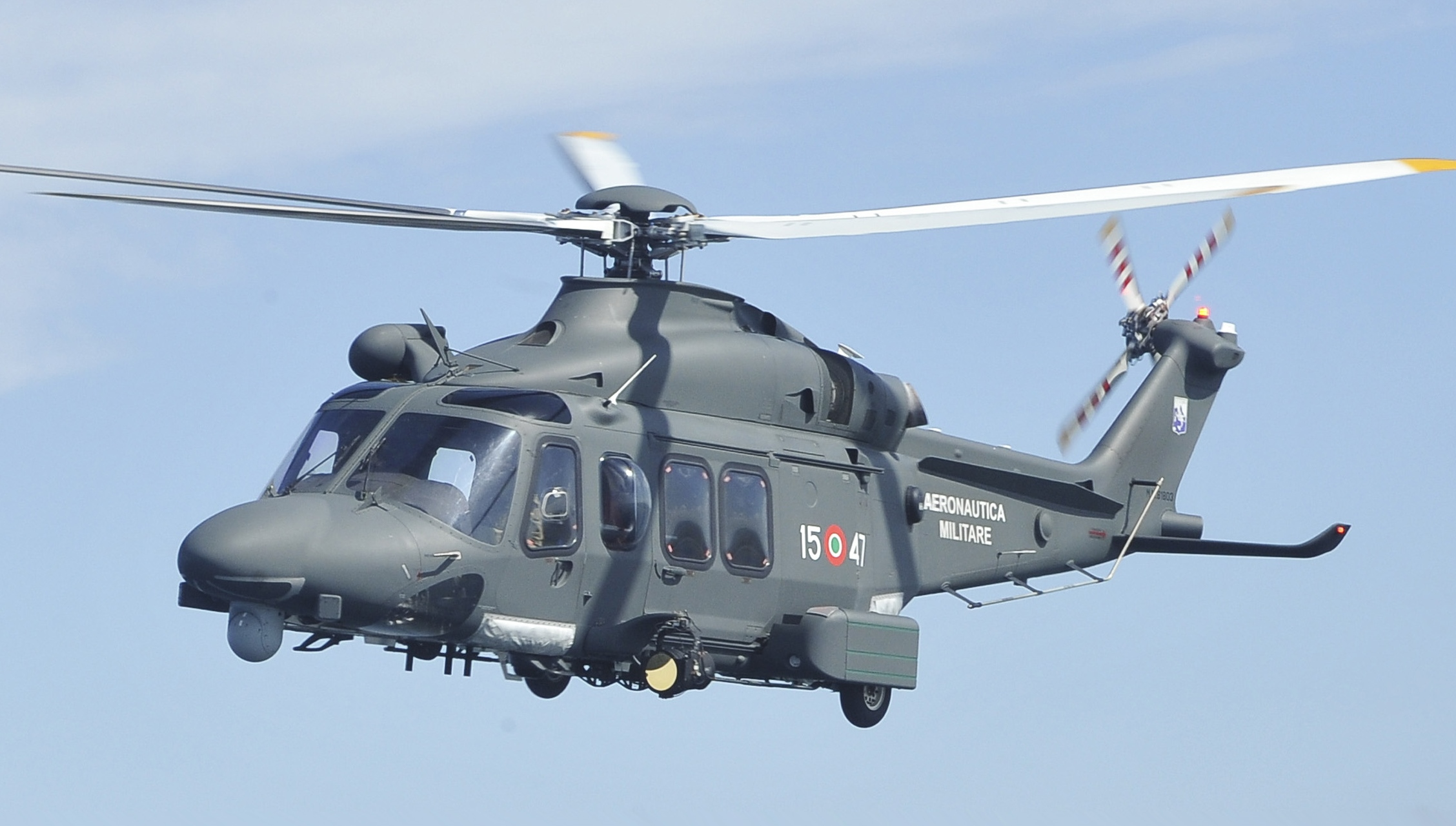
HH-139A
戦闘捜索救難機、現在イタリア空軍が運用している。
VH-139A
要人輸送機、現在イタリア空軍が運用している。
MH-139
アメリカ空軍仕様。UH-1N ツインヒューイの後継となる大陸間弾道ミサイル基地の警備用ヘリコプターとして2018年9月に採用が発表された。北アメリカ北部に生息する狼に由来する「グレイウルフ」と命名された。アメリカ空軍によると、今までに配備されていた同程度の大きさのUH-1Nと比べると、速度で50％アップ、航続距離においても50％アップ、キャビンにおいては30％アップ、持ち上げる能力は2.2トンになったと紹介されている。生産はフィラデルフィアにあるレオナルドの工場で行われ、ボーイングが各種軍用機器の設置と納入後のサポートを担当する。
AW149
AW139の拡大型。民間型はAW189と呼ばれる。

## 運用国

### 軍用
- アルジェリア - 2024年時点で、アルジェリア海軍が3機、アルジェリア空軍が8機のAW139（捜索救難機）を保有[6]。
- アンゴラ - 2024年時点で、アンゴラ空軍が4機のAW139を保有[7]。
- オーストラリア - 2024年時点で、オーストラリア陸軍が2機のAW139（リース機）を保有[8]。
- バングラデシュ - 2024年時点で、バングラディシュ空軍が4機のAW139（捜索救難機）を保有[9]。
- ブルキナファソ - 2024年時点で、ブルキナファソ空軍が1機のAW139を保有[10]。
- コートジボワール - 2024年時点で、カーポベルデ空軍が1機のAW139を保有[11]。
- コロンビア - 2024年時点で、コロンビア空軍が1機のAW139（要人輸送機）を保有[12]。
- キプロス - 2024年時点で、キプロス国家守備隊が3機のAW139（捜索救難機）を保有[13]。
- エジプト - 2024年時点で、エジプト空軍が2機のAW139（捜索救難機）を保有[14]。
- エチオピア - 2024年時点で、エチオピア空軍が3機のAW139を保有[15]。
- アイルランド - 2024年時点で、アイルランド軍が6機のAW139を保有[16]。
- イタリア - 2024年時点で、イタリア空軍が13機のHH-139A/VH-139A、17機のHH-139Bを保有[17]。
- ヨルダン - 2024年時点で、ヨルダン空軍が3機のAW139を保有[18]。
- ケニア - 2024年時点で、ケニア空軍が3機のAW139を保有[19]。
- レバノン - 2024年時点で、レバノン空軍が1機のAW139を保有[20]。
- マレーシア - 2024年時点で、マレーシア海軍が3機のAW139、マレーシア空軍が4機のAW139(リース機)を保有[21]。
- マルタ - 2024年時点で、マルタ軍が3機のAW139（捜索救難機）を保有[22]。
- ネパール - 2024年時点で、ネパール軍が2機のAW139を保有[23]。
- ナイジェリア - 2024年時点で、ナイジェリア海軍が2機のAB-139を保有[24]。
- パキスタン - 2024年時点で、パキスタン陸軍が7機、パキスタン空軍が14機のAW139を保有[25]。
- カタール - 2024年時点で、カタール空軍が21機のAW139（救急機3機を含む）を保有[26]。
- ルワンダ - 2024年時点で、ルワンダ空軍が1機のAW139を保有[27]。
- セネガル - 2024年時点で、セネガル空軍が1機のAW139を保有[28]。
- タイ - 2024年時点で、タイ陸軍が2機のAW139を保有[29]。
- トルクメニスタン - 2024年時点で、トルクメニスタン空軍が2機以上のAW139を保有[30]。
- アラブ首長国連邦 - 2024年時点で、アラブ首長国連邦空軍が12機のAW139、統合航空コマンドが3機のAW139（要人輸送機）を保有[31]。
- ザンビア - 2024年時点で、ザンビア空軍が1機のAW139を保有[32]。

## 日本における採用

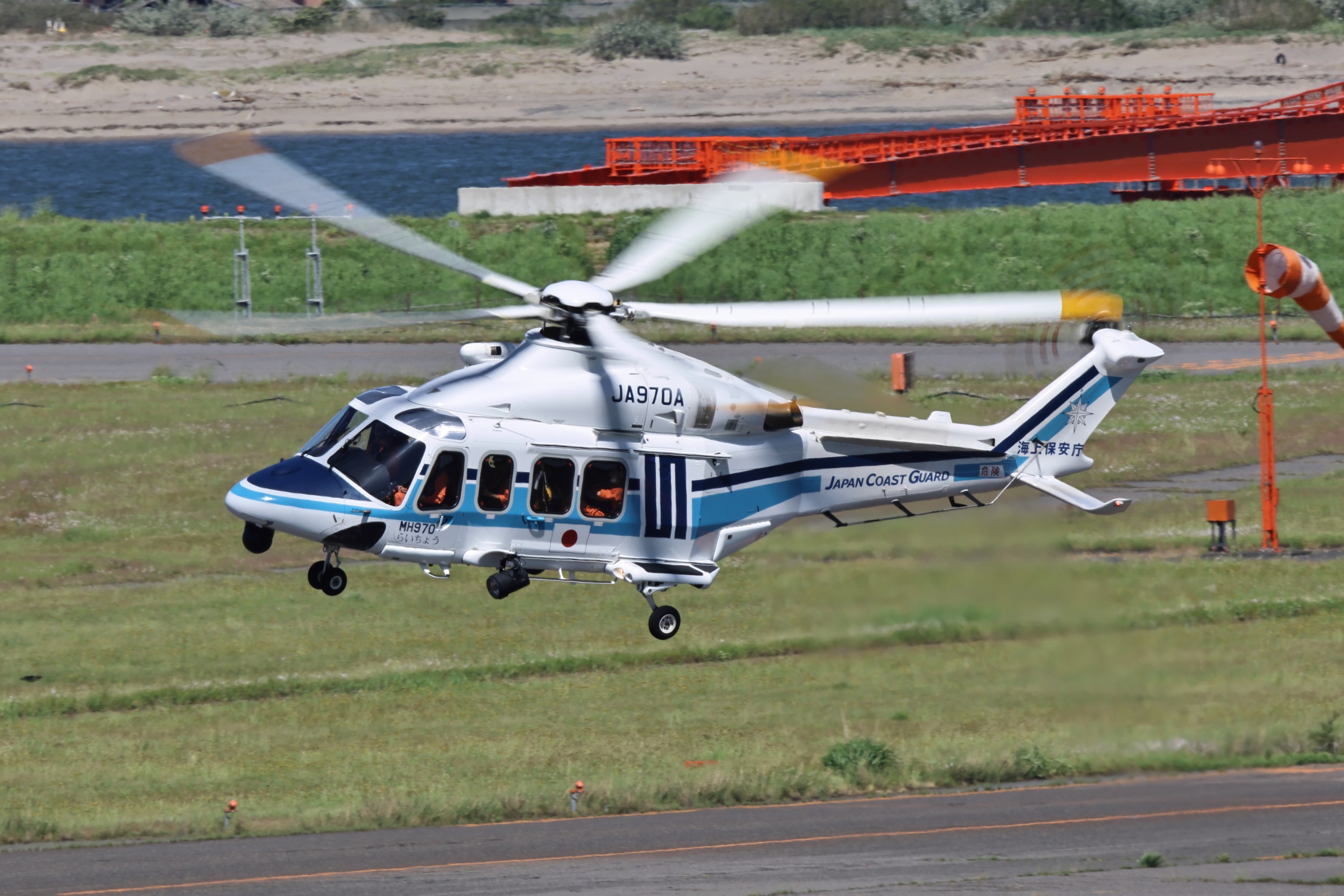
海上保安庁所有のAW139（らいちょう2号）

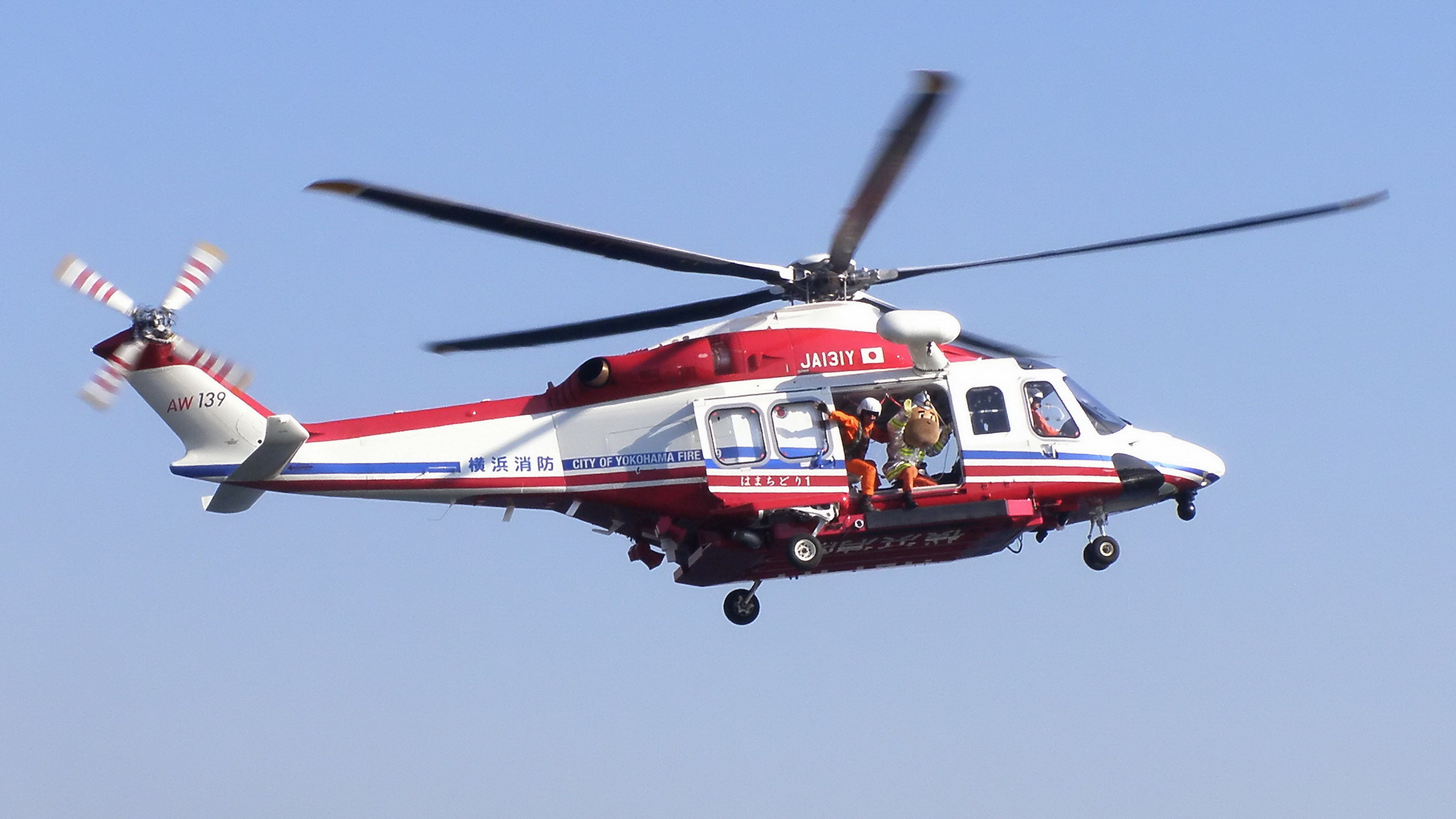
横浜市消防局航空隊保有のAW139（はまちどり1）

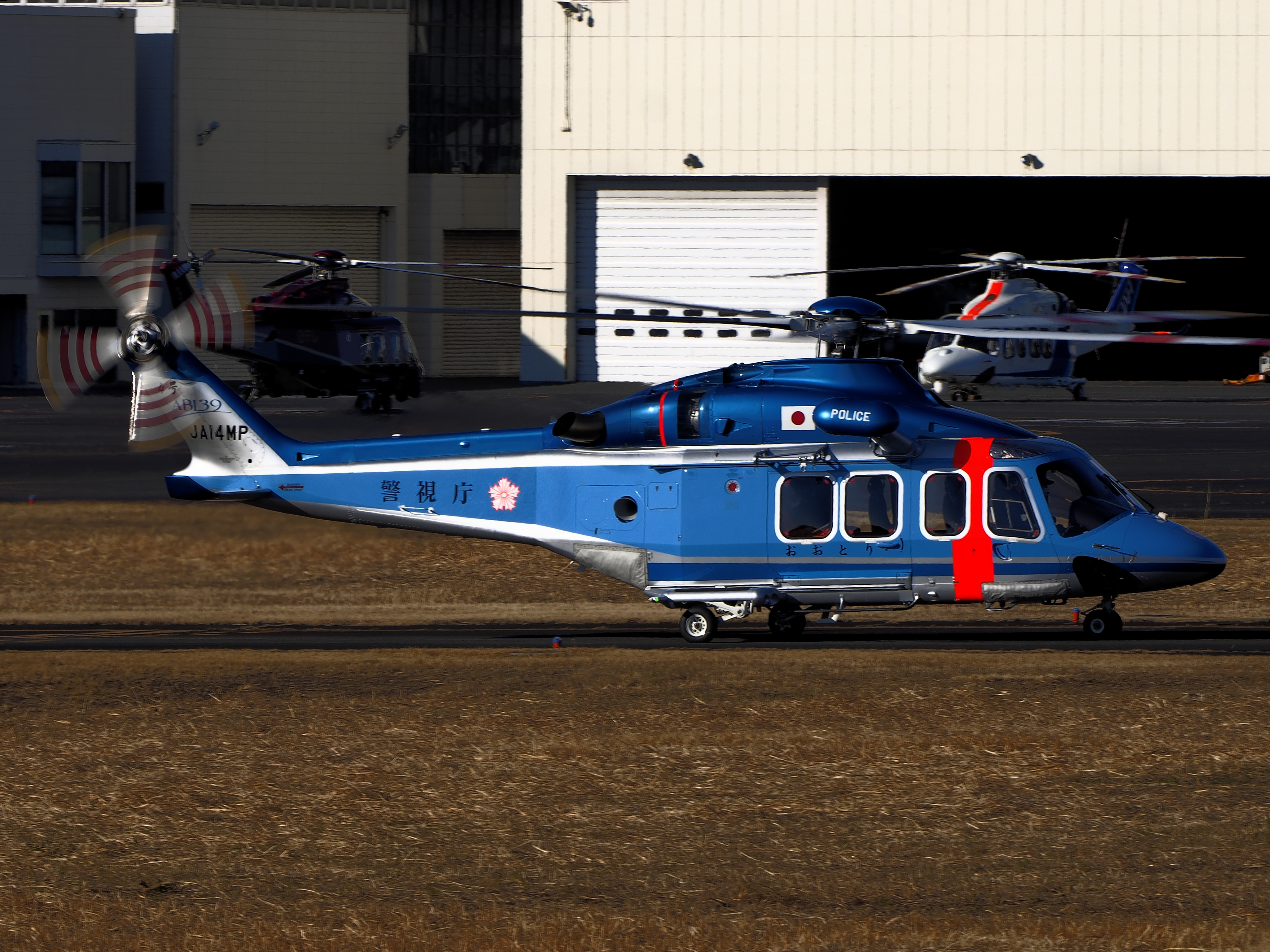
警視庁航空隊所有のAB139(おおとり4号)

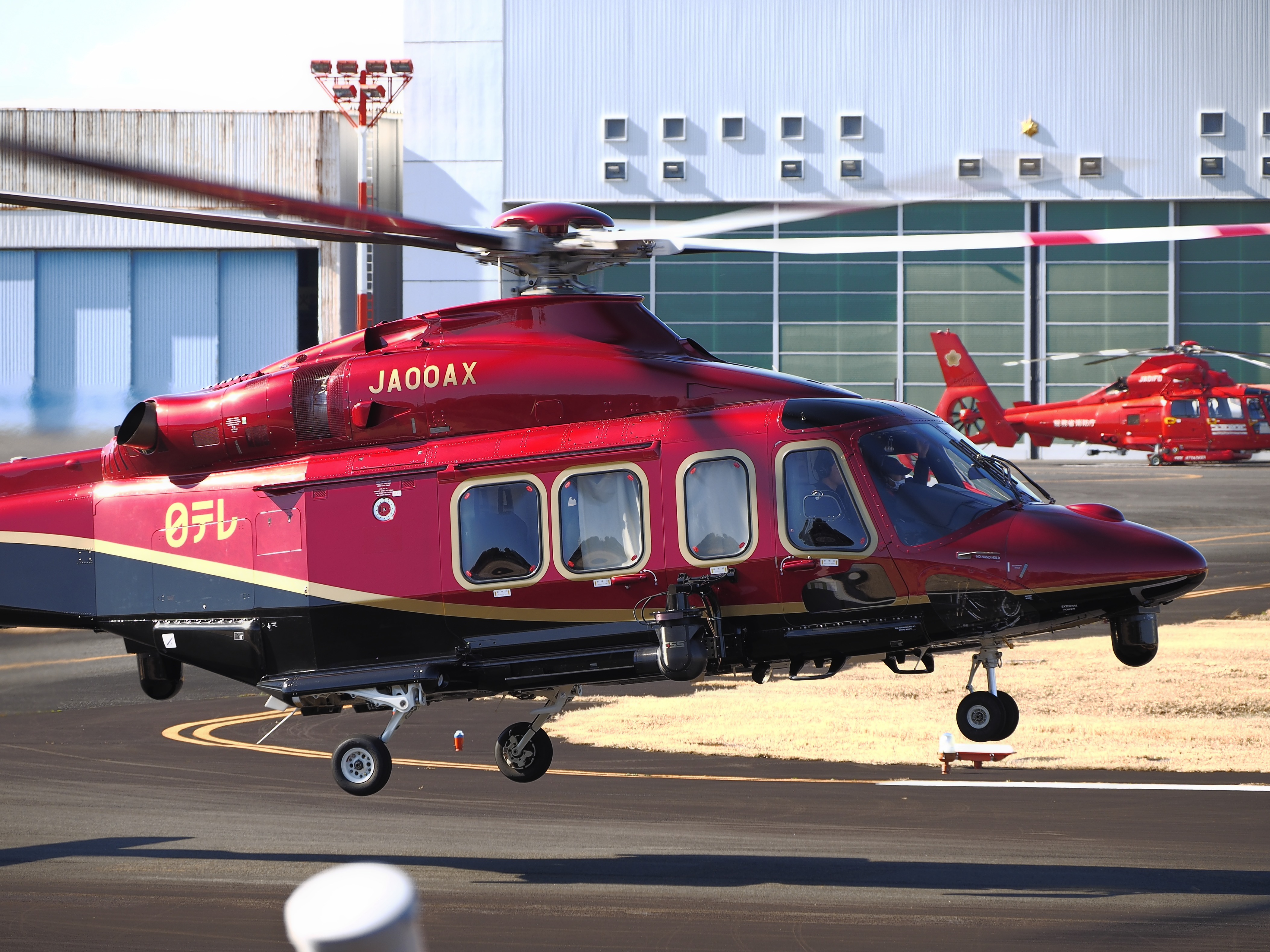
日本テレビ所有のJA00AX 朝日航洋に運航を委託

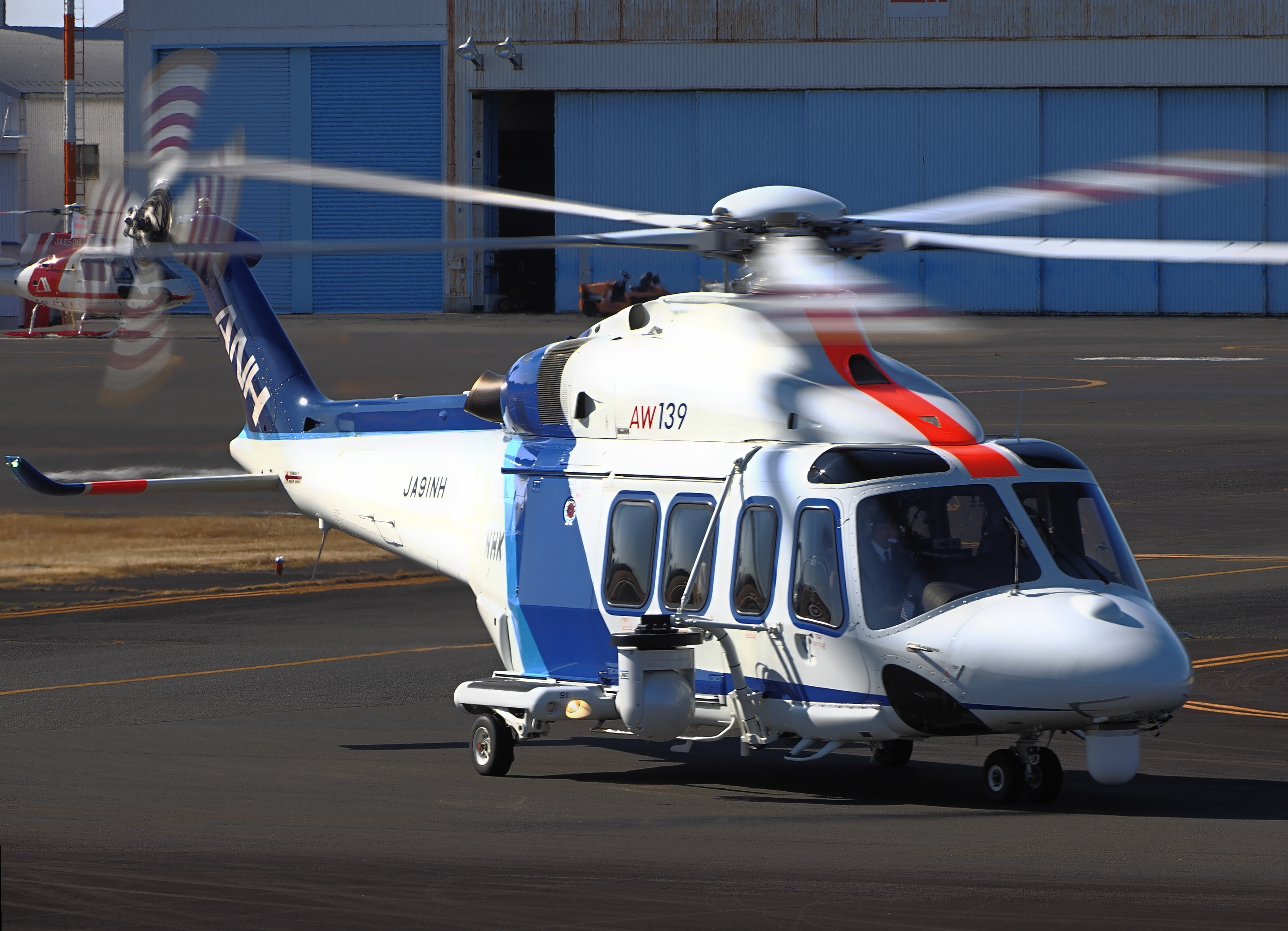
オールニッポンヘリコプターが運航するJA91NH

主に公的機関での採用が多いが、報道取材用途でも使用されていて、日本国内では60機以上が活躍している。
- 海上保安庁 - 2006年にAW139をベル 212の更新として選択したと発表した。24機が2008年から納入されたが、納入時に定点に飛行を維持するSAR モードソフトウェアの開発が間に合わず搭載されていなかった。納入金額は3機で50億円であった[33]。なお、海上保安庁の機体はメインローターの折りたたみ機構は搭載されなかったため地上専用機として運用されており[34]、美保、鹿児島、那覇、石垣、仙台、新潟、北九州、中部、広島の各航空基地に配備されている。
- 警察航空隊 - 北海道警察・宮城県警察・福島県警察・千葉県警察・警視庁・新潟県警察・長野県警察・静岡県警察・富山県警察・大阪府警察・鹿児島県警察・沖縄県警察に配備されている[35][36]。
- 消防防災航空隊 - 埼玉県防災航空隊・横浜市消防局[37]・東京消防庁航空隊[38]・札幌市消防局・山形県消防防災航空隊・鳥取県消防防災航空隊・栃木県消防防災航空隊・岩手県防災航空隊・新潟県消防防災航空隊・群馬県防災航空隊・広島県防災航空隊[39]・鹿児島県防災航空隊・静岡県消防防災航空隊・富山県消防防災航空隊に配備。総務省消防庁も埼玉県防災航空隊および高知県消防防災航空隊に無償で貸与[40]。
- 国土交通省 - 関東地方整備局[41]、近畿地方整備局[42]に導入済み。九州地方整備局に導入予定。
- 報道取材 - オールニッポンヘリコプター（日本放送協会（NHK））[43]、朝日航洋（日本テレビ放送網・関西テレビ放送）、中日本航空（中京テレビ放送）が運航している。

- 旅客輸送 - 東京愛らんどシャトル（東邦航空）が、伊豆諸島にて定期便を運航。2022年より運用開始。

## 諸元・性能 (洋上仕様)
出典: アグスタウェストランド. “AW139 Offshore” (英語). 2015年6月8日時点のオリジナルよりアーカイブ。2015年9月5日閲覧。
諸元
- 乗員: 1～2名
- 定員: 15名
- 全長: 16.66m （54 ft 8 in）
- 全高: 4.98 m （16 ft 4 in）
- ローター直径: 13.8 m （45 ft 3 in）
- 空虚重量: 3,622 kg （7,985 lb）
- 運用時重量: 4,400 kg （9,700 lbs）
- 最大離陸重量: 6,800 kg （14,991 lbs）
- 動力: プラット・アンド・ホイットニー・カナダPT6C-67C ターボシャフトエンジン、1,252 kW （1,679 shp）  ※離陸時最大出力 × 2

性能
- 最大速度: 310 km/h=M0.25 （167 kt）
- 巡航速度: 306 km/h=M0.25 （165 kt）
- 航続距離: 1,250 km （675 nmi）
- 実用上昇限度: 6,096 m （20,000 ft）
- 上昇率: 10.9 m/s （2,140 ft/min）